# 1. česká fotbalová liga

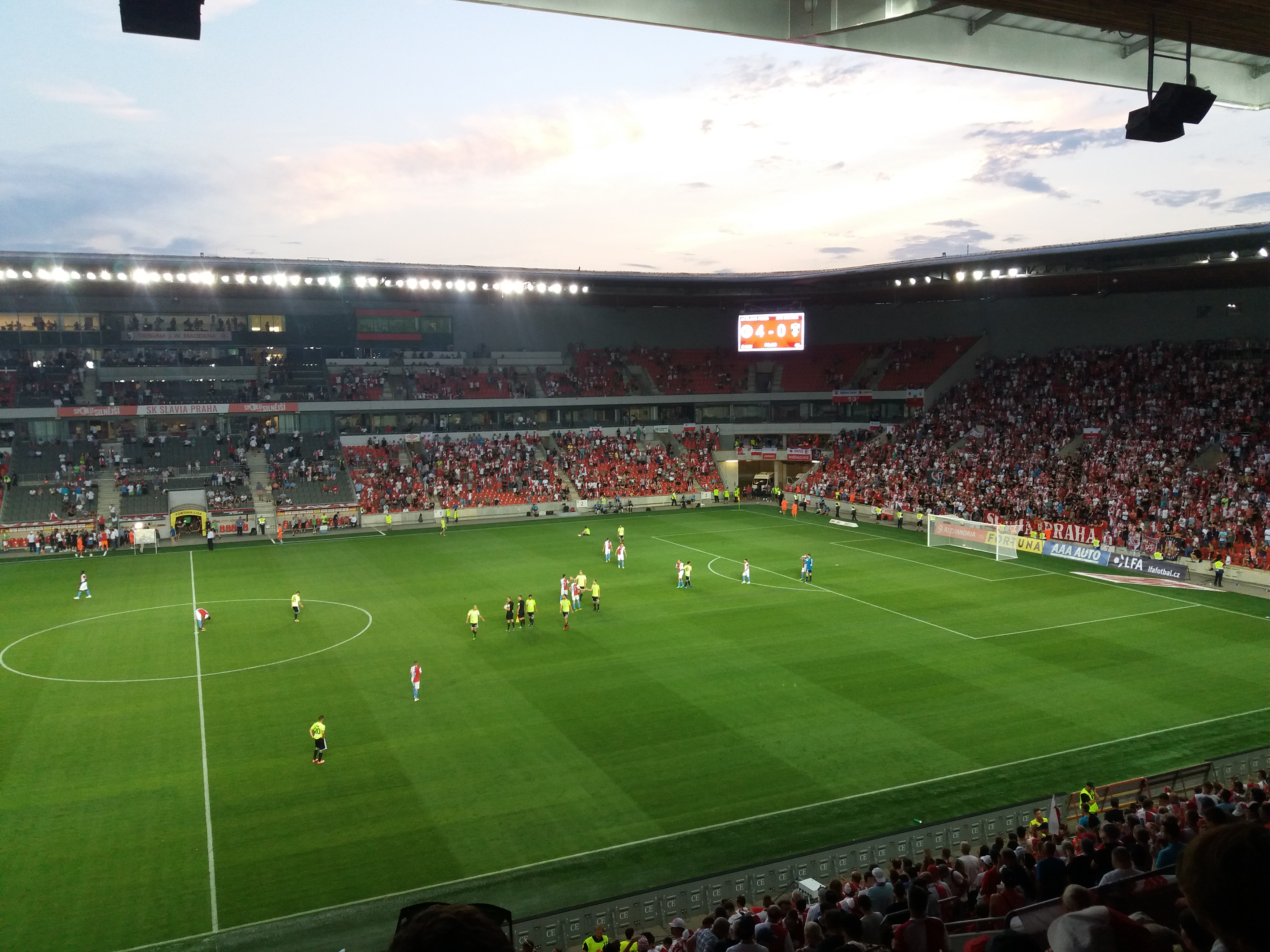
Zápas během 1. české fotbalové ligy (Slavia Praha vs MFK Karviná)

1. česká fotbalová liga (od sezóny 2024/25 sponzorským názvem Chance Liga) je česká profesionální fotbalová soutěž, nejvyšší soutěž v systému fotbalových soutěží v Česku. Od července 2016 je řízena Ligovou fotbalovou asociací, do té doby byla řízena Fotbalovou asociací České republiky. Tato soutěž existuje od léta roku 1993, kdy byla rozdělena Fotbalová liga Československa na českou a slovenskou ligu. Většinou liga začíná v červenci a končí v květnu.
Podle Mezinárodní federace fotbalových historiků a statistiků (IFFHS) jde o desátou nejkvalitnější fotbalovou ligu v Evropě (kvalitnější než je rakouská, švýcarská, rumunská nebo dánská) a čtrnáctou nejkvalitnější na světě (ke konci roku 2023). Jde také o nejnavštěvovanější dlouhodobou sportovní soutěž v Česku.
Podobně jako v Portugalsku nebo Nizozemsku i v české nejvyšší soutěži se časem vytvořila ,,velká trojka". Z dosavadních 32 sezón tyto tři týmy získaly 28 titulů (Sparta 14, Slavia 8, Viktoria Plzeň 6). Jejich hegemonii dokázal třikrát narušit Slovan Liberec a jednou Baník Ostrava. Sparta, Slavia a Liberec jsou jedinými kluby, které odehrály všech 31 ročníků soutěže. Zajímavostí je, že Slovan Liberec se nezúčastnil žádného ročníku předcházející ligy československé.
1. českou ligu si historicky zahrálo 35 klubů z 27 měst. Zastoupeny byly kluby ze všech 14 krajů Česka. Nejvíce klubů bylo z Prahy (6) a Moravskoslezského kraje (5). Ligu hrály kluby ze všech krajských metropolí, kromě Karlových Varů. Nejmenšími obcemi, kde se liga hrála, byly Blšany (1035 obyvatel v roce 2024), Drnovice (2368) a Lázně Bohdaneč (3494). Účast "vesnických" klubů v nejvyšší soutěži budila svého času pozornost i v Evropě.

## Systém soutěže
Soutěž je zimní přestávkou rozdělena na dvě hrací období. První hrací období probíhá ve druhé polovině kalendářního roku. Je nazýváno „podzimní část“, začíná ve druhé polovině července a končí na přelomu listopadu a prosince. Druhá část sezóny trvá od konce února do druhé poloviny května (s možností až třítýdenní variability). Tato část, kdy se rozhoduje o konečné podobě tabulky, nese název „jarní“.
Od prvního ročníku 1993/94 se ligy účastní šestnáct týmů a hraje se systémem „každý s každým“ dvoukolově, čili každý účastník odehraje třicet zápasů (patnáct na domácím hřišti a patnáct na soupeřových hřištích) během třiceti kol, dohromady obsahujících 240 zápasů. Za vítězství se udělují tři body, za remízu jeden. Od sezóny 2018/19 po této třicetikolové základní části následuje nadstavbová část rozhodující o výsledném pořadí, ve které se týmy rozdělí na tři skupiny.
Nejlepších šest týmů základní části postoupí do skupiny o titul, skupina se hraje systémem každý s každým jednokolově. Týmy od 7. do 10. místa se ve skupině o umístění utkají vyřazovacím způsobem hraným dvoukolově doma/venku (7.–10., 8.–9., finále), celkový vítěz získává finanční prémii a lepší nasazení do národního poháru (v prvních dvou ročnících se tato skupina označovala jako „skupina o Evropu“ a její vítěz hrál kvalifikační utkání o účast v Evropské lize proti nejhoršímu z týmů ve skupině o titul, který by se jinak do Evropské ligy ještě kvalifikoval, toto se vrátilo v od sezóny 2023/24, ze které do evropských pohárů vzejde opět 5 týmů). Nejhorších šest týmů základní části hraje každý s každým jednokolově o udržení. Nejhorší tým přímo sestoupí do 2. ligy, druhý a třetí nejhorší tým vyzvou v baráži druhý a třetí tým 2. ligy.

## Název
Oficiální název soutěže obsahuje od sezóny 1997/98 označení podle hlavního sponzora. Od sezóny 1997/98 do 2013/14 jím byl Plzeňský prazdroj, takže se soutěž jmenovala Gambrinus liga. V sezónách 2014/15 a 2015/16 byla generálním sponzorem společnost Synot a liga nesla název Synot liga. Plzeňský Prazdroj vlastnící značku Gambrinus pro další 4 roky zůstal hlavním ligovým sponzorem a na stadionech se nadále čepovalo výhradně jeho pivo. Po ukončení spolupráce s firmou Synot po sezóně 2015/16 byla nejvyšší soutěž několik týdnů bez sponzora, jeden den před začátkem ročníku 2016/17 se však novým partnerem stala, podle původního plánu na dva roky, společnost ePojisteni.cz a oficiálním názvem soutěže byla ePojisteni.cz liga. Po roce však sponzorskou smlouvu společnost neprodloužila a pro sezónu 2017/18 se sponzorem stala společnost HET a názvem HET liga. Od sezóny 2018/19 byla po sedm let titulárním sponzorem sázková společnost Fortuna. Od sezóny 2024/25 je titulárním sponzorem sázková společnost Chance.

## Historie

### Počátky fotbalu v Čechách a na Moravě

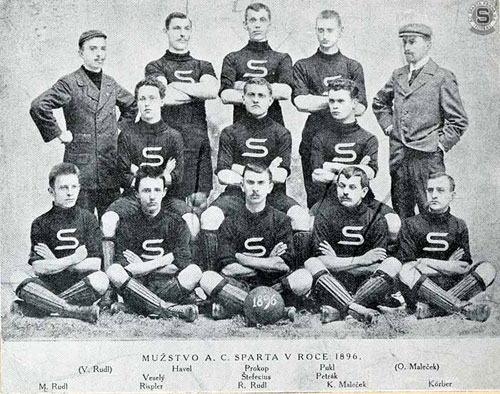
Fotbalová jedenáctka týmu AC Sparta Praha z roku 1896

Cesta, kterou se do zemí Českých dostala hra zvaná fotbal není dost dobře dohledatelná. Traduje se, že roku 1887 přivezl fyziolog prof. Hering ze svých cest anglického asistenta, který zasvěcoval studenty na Albertově do tajů této hry. Ovšem nikdo nezná jméno tohoto průkopníka. Historicky první doložený zápas v Čechách se odehrál 29. září 1887 v Roudnici na Labem mezi veslaři místního AC (Českého Athletic Clubu) a Sokoly. První fotbalovou jedenáctku, která hrála pravidelně zápasy (byť zpočátku pouze s německými a rakouskými soupeři) sestavil na zámku v Loučeni princ Erich Thurn-Taxis, který si ze studií v Anglii přivezl tři zkušené fotbalisty, které doplnil o místní muže a sám v této „Zámecké XI“ hrál na pozici středního záložníka.
Masově začaly vznikat fotbalové kluby na území Čech v poslední dekádě 19. století, a to převážně v Praze. SK Slavia Praha byla založena roku 1892. Fotbalový odbor zde však vznikl až roku 1896. Tudíž je možné za nejstarší český fotbalový klub považovat FK Loučeň 1893, která sehrála první zápas 18. dubna 1893. V listopadu roku 1893 vznikla AC Sparta Praha, která byla následována dalšími. V této nejstarší době se jednalo většinou o studentské spolky, které pěstovaly více sportů – kromě kopané především atletiku, veslování, cyklistiku a bruslení. Roku 1892 vyšel český překlad pravidel fotbalu zhotovený Josefem Klenkou. Tato pravidla ještě připouštějí různé rozměry hřiště, délku zápasu i počet hráčů podle toho, v jakém počtu se sejdou – na tom všem se měli dohodnout kapitáni mužstev před zahájením zápasu. Rychlý rozvoj českého fotbalu vyvolal potřebu oficiální soutěže. Na jaře roku 1896 se konal první fotbalový turnaj za účasti 4 mužstev (AC Sparty, SK Slavie, AC Prahy a ČFK Kickers) na Císařské louce v Praze, a vznikl pokus založit stálou soutěž, která dostává název Mistrovství Čech a Moravy. Přestože tento název napovídá o účasti týmů z celých Čech a Moravy, jednalo se pouze o kluby z Prahy a blízkého okolí. Postupem času se však soutěž rozrůstala a účastnily se jí i kluby mimo Prahu a Středočeský kraj. Před rokem 1925, kdy byla založena oficiální ligová soutěž, se konala ještě čtyři takto obsazená mistrovství, které dnes můžeme označit jako celostátní. Právem tak byl za vítězství v soutěži udělen mistrovský titul. Tři z těchto čtyř mistrovství ovládla AC Sparta Praha, včetně toho prvního z roku 1912. Zbývající mistrovský titul z ročníku 1913 připadl dalšímu pražskému klubu SK Slavia Praha. V té době se již hrají i pravidelné pohárové soutěže. Velice oblíbené a zároveň uznávané byly například Pohár dobročinnosti nebo soutěž klubů ze středních Čech nazvaná Středočeský pohár.

### Československá fotbalová liga
Hlavní článek: Fotbalová liga Československa
Liga jako taková byla založena až v roce 1925 v období První republiky. Zpočátku ale šlo pouze o přejmenování mistrovství Středočeské župy, které se účastnily pouze kluby z Prahy a nejbližšího okolí. Úroveň fotbalu v hlavním městě byla vzhledem k náskoku několika desetiletí o tolik vyšší, že zápasy pražských S s venkovskými kluby končívaly často dvouciferným rozdílem a celostátní mistrovská soutěž tehdy nebyla považována za nutnou, za nejlepší klub republiky byl automaticky považován vítěz této župy. Ovšem již na počátku dalšího ročníku se do celostátní ligy přidává první mimopražský klub SK Kladno. Roku 1929 následují němečtí sportovci z Teplitzer FK, po čtyřech letech první moravský zástupce SK Židenice a o další dva roky později slovenský 1. ČsŠK Bratislava. V roce 1936 pak SK Rusj Užhorod z Podkarpatské Rusi a o rok později ze Slezska SK Slezská Ostrava, čímž jsou pokryty všechny země republiky. V počátečním období, od založení ligy do druhé světové války, potvrzuje rozkvět fotbalu u nás úspěšné působení českých klubů v tehdejší nejprestižnější mezinárodní klubové soutěži, Středoevropském poháru. Sparta jej v meziválečném období vyhrála dvakrát (1927, 1935) a Slavia jednou (1938). Fotbalisté Československa také vybojovali stříbro na Mistrovství světa ve fotbale 1934. V lize bojovali o titul obvykle pouze fotbalisté Sparty a Slavie. Během 23 ročníků přerušila jejich nadvládu pouze v sezóně 1927/28 FK Viktoria Žižkov.
První éru ligy ukončily tragické politické události let 1938/39. Z fotbalových soutěží nejprve vypadly kluby z obsazených Sudet, po okupaci Čech a Moravy vystoupil z ligy jediný slovenský zástupce I.ČsŠK Bratislava . V období Protektorátu se hrála soutěž pod názvem Českomoravská liga, kterou i nadále ovládala pražská „S“. SK Slavia Praha získala čtyři ze šesti titulů, v jejím dresu zářili zejména Josef Bican, se 447 vstřelenými brankami nejlepší kanonýr historie ligy, a druhý střelec v historickém pořadí, jeho klubový spoluhráč a vrstevník Vlastimil Kopecký. Na podzim 1944 nebyla liga kvůli totálnímu válečnému nasazení v Německu vůbec zahájena, už po skončení války v červnu 1945 se odehrál pouze jednorázový „Pohár osvobození“.

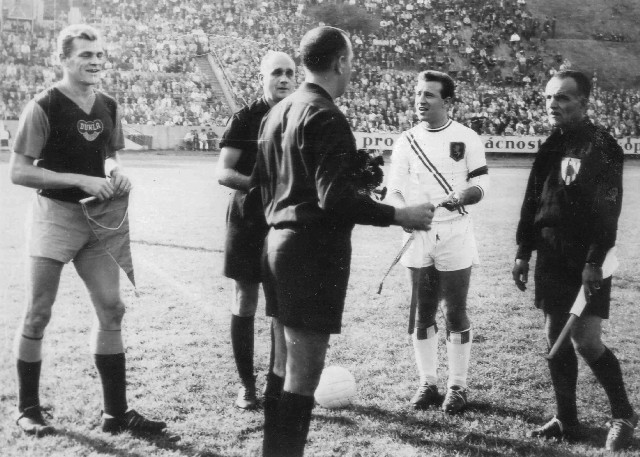
Dukla Praha, jedenáctinásobný mistr.

Euforie z konce války a osvobození trvala pouze tři roky a v roce 1948 byla nahrazena novou totalitou. Podzim 1948 se odehrál pouze jednokolově bez vyhlášení mistra, od roku 1949 se přešlo na „sovětský systém“ jaro-podzim. Tuto změnu doprovázela řada dalších, zejména politicky motivovaných. Klubům byly odebrány tradiční názvy, každý oddíl byl přidělen pod určitý patronátní průmyslový podnik a podle oborové příslušnosti tohoto podniku mu byl určen nový název – např. podniky pod strojírenským průmyslem dostaly přidělen název „Spartak“, chemický průmysl nesl jméno „Jiskra“, zemědělství „Sokol“, doprava „Dynamo“ apod. Bylo také rozhodnuto, že ligy se bude z každého oboru hospodářství účastnit vždy po jednom klubu a liga bude doplněna o nově vytvořené armádní a policejní oddíly (Rudá hvězda, Dukla, Tankista, Křídla vlasti). Docházelo k takovým absurditám, že např. roku 1952 administrativně sestoupily z ligy třetí Teplice. Reorganizací procházely i nižší soutěže, byla zrušena druhá liga i divize a v polovině 50. let se bezprostředně pod ligou hrálo 20 krajských přeborů. Do Přeboru Prahy tehdy např. sestoupila i bývalá Slavia, nyní Dynamo Praha. Většina těchto změn měla jen krátké trvání a situace se postupně vracela k normálu. Sezóna 1957/58 se odehrála tříkolově (liga tedy trvala rok a půl) a od následujícího roku se opět hrálo systémem podzim-jaro. Roku 1965 se nejslavnějším klubům vrátily i tradiční názvy – Spartak Sokolovo se stal opět Spartou, Železničáři Stalingrad Bohemians a Dynamo Slavií.
V poválečném období se odehrálo celkem 47 soutěžních ročníků do rozpadu Československa v roce 1993. Na mistrovském trůnu se vystřídalo celkem deset klubů. Nejúspěšnějšími byly AC Sparta Praha s dvanácti a Dukla Praha s jedenácti mistrovskými zářezy. Oproti období první republiky hrály mnohem výraznější úlohu slovenské kluby, zejména v letech 1968–1975, kdy se osm let v řadě střídaly v zisku mistrovské trofeje Slovan Bratislava a Spartak Trnava. Velké úspěchy zaznamenala i reprezentace ve formě druhé stříbrné medaile z Mistrovství světa ve fotbale 1962 a zlatého úspěchu z Mistrovství Evropy ve fotbale 1976. Na mezinárodním poli klubovém zářila především Dukla Praha. Ta se roku 1967 dostala až do semifinále Poháru mistrů evropských zemí nebo čtyřikrát v řadě ovládla prestižní turnaj na území Spojených států nazvaný International Soccer League. V 80. letech se nejúspěšnějším mužstvem stává znovu Sparta ČKD Praha, která předtím na jeden rok (1975/76) jedinkrát ve své historii z ligy sestoupila. Československá liga měla i překvapivé vítěze, v roce 1960 vyhrál titul jako jediný ligový nováček v dějinách Hradec Králové, roku 1986 získaly titul Vítkovice.

### Vznik samostatné české ligy
Posledním ročníkem společné československé ligy byla sezóna 1992/93, ve které získala svůj 24. titul AC Sparta Praha. Liga si právě odbývala zimní přestávku když došlo k rozdělení Československa. Československá fotbalová asociace (ČFA) byla rozdělena na dva orgány. V Česku vznikl Českomoravský fotbalový svaz (ČMFS), jehož prvním předsedou byl jmenován dosavadní předseda České větve ČFA František Chvalovský. Na Slovensku vznikl Slovenský futbalový zväz (SFZ). Jarní část ligy se ovšem ještě dohrála jako společná soutěž dvou nyní už nezávislých zemí. Také probíhající kvalifikaci o MS dohrál společný tým pod názvem Reprezentace Čech a Slovenska (RČS), na mistrovství světa do USA se však neprobojoval.
Z posledního ročníku československé ligy přešlo do prvního ročníku české ligy přímo 9 klubů: Sparta, Slavia, Dukla, Sigma Olomouc, Baník Ostrava, Brno, Hradec Králové, Vítkovice a České Budějovice. Doplnilo je 6 nejlepších z posledního ročníku Českomoravské fotbalové ligy (ČMFL) – Union Cheb, Viktoria Plzeň, Viktoria Žižkov, Slovan Liberec, Petra Drnovice a Svit Zlín. O poslední pozici byla sehrána baráž mezi posledním týmem 1. ligy a sedmým týmem ČMFL Jabloncem, kterou vyhráli Bohemians Praha 1905. Těchto šestnáct klubů tedy zahájilo ročník 1993/94. Druhá liga měla stejný počet účastníků jako liga první. Z bývalých dvou skupin 2. ČNFL vznikly Česká fotbalová liga (18 účastníků) a Moravskoslezská fotbalová liga se 16 účastníky.
V červenci 2016 přešla nejvyšší česká liga pod mandát Ligové fotbalové asociace, do té doby byla řízena FAČR.

## Vítězové

### Přehled vítězů jednotlivých ročníků
Tato tabulka shrnuje vítěze jednotlivých ročníků.

Čísla v závorce udávají o kolikátý titul v historii daného klubu se jedná (včetně oficiálních ročníků před rokem 1993).
Zlatá hvězda označuje zisk 10 titulů.
| Ročník  | Mistr                 | 2. místo           | 3. místo             | Trenér mistrovského týmu                                |
| ------- | --------------------- | ------------------ | -------------------- | ------------------------------------------------------- |
| 1993–94 | AC Sparta Praha (25)  | SK Slavia Praha    | FC Baník Ostrava OKD | Karol Dobiaš                                            |
| 1994–95 | AC Sparta Praha (26)  | SK Slavia Praha    | FC Boby Brno         | Jozef Jarabinský                                        |
| 1995–96 | SK Slavia Praha (15)  | SK Sigma Olomouc   | FK Jablonec          | František Cipro                                         |
| 1996–97 | AC Sparta Praha (27)  | SK Slavia Praha    | FK Jablonec          | Vlastimil Petržela (1.–5. k), Jozef Chovanec (6.–30. k) |
| 1997–98 | AC Sparta Praha (28)  | SK Slavia Praha    | SK Sigma Olomouc     | Jozef Chovanec (1.–15.), Zdeněk Ščasný (16.–30.)        |
| 1998–99 | AC Sparta Praha (29)  | FK Teplice         | SK Slavia Praha      | Zdeněk Ščasný                                           |
| 1999–00 | AC Sparta Praha (30)  | SK Slavia Praha    | FC Petra Drnovice    | Ivan Hašek                                              |
| 2000–01 | AC Sparta Praha (31)  | SK Slavia Praha    | SK Sigma Olomouc     | Ivan Hašek                                              |
| 2001–02 | FC Slovan Liberec (1) | AC Sparta Praha    | FK Viktoria Žižkov   | Ladislav Škorpil                                        |
| 2002–03 | AC Sparta Praha (32)  | SK Slavia Praha    | FK Viktoria Žižkov   | Jozef Jarabinský (1.–15. k), Jiří Kotrba (16.–30. k)    |
| 2003–04 | FC Baník Ostrava (4)  | AC Sparta Praha    | SK Sigma Olomouc     | František Komňacký                                      |
| 2004–05 | AC Sparta Praha (33)  | SK Slavia Praha    | FK Teplice           | František Straka (1.–16.), Jaroslav Hřebík (17.–30.)    |
| 2005–06 | FC Slovan Liberec (2) | FK Mladá Boleslav  | SK Slavia Praha      | Vítězslav Lavička                                       |
| 2006–07 | AC Sparta Praha (34)  | SK Slavia Praha    | FK Mladá Boleslav    | Stanislav Griga (1.–5. k), Michal Bílek (6.–30. k)      |
| 2007–08 | SK Slavia Praha (16)  | AC Sparta Praha    | FC Baník Ostrava     | Karel Jarolím                                           |
| 2008–09 | SK Slavia Praha (17)  | AC Sparta Praha    | FC Slovan Liberec    | Karel Jarolím                                           |
| 2009–10 | AC Sparta Praha (35)  | FK Baumit Jablonec | FC Baník Ostrava     | Jozef Chovanec                                          |
| 2010–11 | FC Viktoria Plzeň (1) | AC Sparta Praha    | FK Baumit Jablonec   | Pavel Vrba                                              |
| 2011–12 | FC Slovan Liberec (3) | AC Sparta Praha    | FC Viktoria Plzeň    | Jaroslav Šilhavý                                        |
| 2012–13 | FC Viktoria Plzeň (2) | AC Sparta Praha    | FC Slovan Liberec    | Pavel Vrba                                              |
| 2013–14 | AC Sparta Praha (36)  | FC Viktoria Plzeň  | FK Mladá Boleslav    | Vítězslav Lavička                                       |
| 2014–15 | FC Viktoria Plzeň (3) | AC Sparta Praha    | FK Baumit Jablonec   | Dušan Uhrin (1.–3. k), Miroslav Koubek (4.–30. k)       |
| 2015–16 | FC Viktoria Plzeň (4) | AC Sparta Praha    | FC Slovan Liberec    | Miroslav Koubek (1.–4. k), Karel Krejčí (5.–30. k)      |
| 2016–17 | SK Slavia Praha (18)  | FC Viktoria Plzeň  | AC Sparta Praha      | Dušan Uhrin (1.–5. k), Jaroslav Šilhavý (6.–30. k)      |
| 2017–18 | FC Viktoria Plzeň (5) | SK Slavia Praha    | FK Jablonec          | Pavel Vrba                                              |
| 2018–19 | SK Slavia Praha (19)  | FC Viktoria Plzeň  | AC Sparta Praha      | Jindřich Trpišovský                                     |
| 2019–20 | SK Slavia Praha (20)  | FC Viktoria Plzeň  | AC Sparta Praha      | Jindřich Trpišovský                                     |
| 2020–21 | SK Slavia Praha (21)  | AC Sparta Praha    | FK Jablonec          | Jindřich Trpišovský                                     |
| 2021–22 | FC Viktoria Plzeň (6) | SK Slavia Praha    | AC Sparta Praha      | Michal Bílek                                            |
| 2022–23 | AC Sparta Praha (37)  | SK Slavia Praha    | FC Viktoria Plzeň    | Brian Priske                                            |
| 2023–24 | AC Sparta Praha (38)  | SK Slavia Praha    | FC Viktoria Plzeň    | Brian Priske                                            |
| 2024–25 | SK Slavia Praha (22)  | FC Viktoria Plzeň  | FC Baník Ostrava     | Jindřich Trpišovský                                     |

- AC Sparta Praha
- SK Slavia Praha
- FK Dukla Praha

### Nejlepší kluby podle počtu titulů
| Klub               | Vítěz | Mistr ligy v sezóně |
| ------------------ | ----- | --- |
| AC Sparta Praha    | 38    | 1× mistr Českých zemí (1912) 22× mistr Československa (1919, 1922, 1925/26, 1927, 1931/32, 1935/36, 1937/38, 1938/39, 1945/46, 1947/48, 1952, 1954, 1964/65, 1966/67, 1983/84, 1984/85, 1986/87, 1987/88, 1988/89, 1989/90, 1990/91, 1992/93) 1× mistr Protektorátu Čechy a Morava (1943/44) 14× mistr České republiky (1993/94, 1994/95, 1996/97, 1997/98, 1998/99, 1999/00, 2000/01, 2002/03, 2004/05, 2006/07, 2009/10, 2013/14, 2022/23, 2023/24) |
| SK Slavia Praha    | 22    | 1913, 1924/25, 1928/29, 1929/30, 1930/31, 1932/33, 1933/34, 1934/35, 1936/37, 1939/40, 1940/41, 1941/42, 1942/43, 1946/47, 1995/96, 2007/08, 2008/09, 2016/17, 2018/19, 2019/20, 2020/21, 2024/25 |
| FK Dukla Praha     | 11    | 1953, 1956, 1957/58, 1960/61, 1961/62, 1962/63, 1963/64, 1965/66, 1976/77, 1978/79, 1981/82 |
| FC Viktoria Plzeň  | 6     | 2010/11, 2012/13, 2014/15, 2015/16, 2017/18, 2021/22 |
| FC Baník Ostrava   | 4     | 1975/76, 1979/80, 1980/81, 2003/04 |
| FC Slovan Liberec  | 3     | 2001/02, 2005/06, 2011/12 |
| FK Viktoria Žižkov | 1     | 1927/28 |
| FC Hradec Králové  | 1     | 1959/60 |
| FC Zbrojovka Brno  | 1     | 1977/78 |
| Bohemians Praha    | 1     | 1982/83 |
| FC Vítkovice       | 1     | 1985/86 |

## Mistrovské souboje

### 1993–2001
Svou formu do samostatné české soutěže si z fotbalové ligy Československa přenesla AC Sparta Praha, která zvítězila v 8 z jejích posledních devíti ročníků. V prvním ročníku české ligy si po náskoku šesti bodů v konečné tabulce mohla připsat už 25. titul v historii. Před následující sezónou se měnila pravidla bodových zisků, kdy vítěz zápasu získal tři body místo dosavadních dvou. Sezónu 1994/95 nezačal obhájce trofeje nejlépe a již po dvou kolech měnil kouče. Na lavičku se na několik zápasů dostal i hrající kouč Jozef Chovanec. V jarní části však Sparta zlepšila svoji hru i bodové zisky a titul obhájila.
Sezóna 1995/96 byla pro český fotbal nejúspěšnější od rozpadu Československa. České kluby v evropských pohárech posbíraly do žebříčku koeficientu v průměru 10,333 bodu na mužstvo (ten rok 3. nejvyšší v Evropě), což vyvrcholilo o několik let později posunem na 8. místo žebříčku UEFA. Díky tomu pak postupoval český mistr přímo do Ligy mistrů. SK Slavia Praha se v sezóně 1995/96 dostala až do semifinále Poháru UEFA, kde vypadla s francouzským Girondins Bordeaux. Pro Slavii znamenala sezóna také zisk titulu po 49 letech. Na reprezentačním poli zazářil český tým na Mistrovství Evropy v Anglii ziskem stříbrných medailí.
Následné období – zahrnující celkem 5 sezón – se stalo obdobím dominance AC Sparty Praha. Ta získala podruhé v historii pět mistrovských titulů v řadě (poprvé to bylo v letech 1987–1991). Ligová prvenství získávala s pohodlným náskokem, který se nedostal pod čtyři body (v 1996/97) a vygradoval náskokem šestnácti bodů v páté sezóně této série. Herní náskok Sparty se projevil i na čele tabulky střelců, kde si tři prvenství v řadě připsal Horst Siegl, kterého vystřídal spoluhráč Vratislav Lokvenc. Zároveň se dostavily i úspěchy na mezinárodním poli v podobě trojnásobné účasti Letenského klubu v základní skupině Ligy mistrů.

### 2001–2010
Po pěti titulech Sparty ji premiérově vystřídal na trůnu FC Slovan Liberec. Hned v následující sezóně si Sparta vzala titul zpět, obhájit ho však od té doby nedokázala. Sezóna 2003/04 se stala nečekanou kořistí slezského klubu FC Baník Ostrava a způsobila v Ostravě fotbalovou horečku. Zachovala se z něj v Česku velmi známá hymna „Baníčku, my jsme s tebou“.
Byla to opět Sparta, která po výpadku obhajujícího Baníku vystoupala na příčku nejvyšší. Náskok na druhou Slavii činil na konci sezóny pohodlných 11 bodů. Ani herní náskok z tohoto ročníku však nestačil na obhajobu v další sezóně. Sparta si naopak připsala nejhorší umístění v samostatné české lize, když skončila až pátá. Historicky druhý titul získal FC Slovan Liberec, vicemistrem se překvapivě stala Mladá Boleslav, která do ligy postoupila teprve dva roky předtím. Sezóna 2006/07 pak znamenala jubilejní desátý titul v samostatné české lize pro tým AC Sparta Praha. Ta potvrdila titulový trend v sezónách končících lichým rokem. Takto končící sezóny vyhrála 12× v řadě. Naposledy se jí to nepovedlo v roce 1983.
Soutěžní ročník 2007/08 znamenal historickou sezónu pro SK Slavia Praha. Zisk titulu po dvanácti letech byl doprovozen postupem do základní skupiny Ligy mistrů. To se doposud povedlo jen Spartě, která postoupila celkem osmkrát. Následovala obhajoba titulu pro Slavii (po 66 letech), ale později se dostavily finanční problémy, kdy slavnému klubu hrozil krach a sestup.
Svůj 35. titul získala AC Sparta Praha v sezóně 2009/10. Celou ligu prošla bez jediné porážky, přesto vyhrála o pouhý bod před druhým Jabloncem – nasbírala totiž čtrnáct remíz.

### 2010–2020
V sezóně 2010/11 se překvapivým mistrem stala FC Viktoria Plzeň, jejíž mužstvo bylo složeno z velké části z hráčů, odložených jako neperspektivní pražskou Spartou. O titulu rozhodli v předposledním kole výhrou 3:1 nad Baníkem Ostrava, kterou získali náskok čtyř bodů na Spartu. Později se ukázalo, že nešlo o náhodu, a Plzeňští vybojovali v následujících osmi letech další čtyři mistrovské tituly. Naopak Sparta v tomto období získala jen jeden titul a pět druhých míst. V sezóně 2011/12 se mistrem stal potřetí Slovan Liberec, který využil jarního poklesu formy Sparty Praha. Ta po podzimní části vedla o šest bodů, ale nakonec si teprve v závěrečném kole zajistila druhé místo o jeden bod před Viktorií Plzeň a se ztrátou dvou bodů na Slovan Liberec, který se utkal právě s Viktorií Plzeň v posledním kole v přímém souboji o titul. K jeho zisku mu stačila bezbranková remíza.
Mistrem ligy 2012/13 se stala podruhé FC Viktoria Plzeň, která nakonec uhájila první místo o dva body před dotírající Spartou . Sezónu 2013/14 vyhrála Sparta Praha, která poznala první porážku až 3. května 2014, kdy ji porazil FK Teplice, v témže kole se Sparta stala mistrem po remízovém zaváhání druhé Viktorie Plzeň. Avšak sezóna 2014/15 znamenala opět návrat Viktorie Plzeň na mistrovský trůn. Třetí titul si připsala již ve 28. kole po domácím vítězství nad týmem Jihlavy.
V ročníku 2015/16 dokázala Plzeň svůj úspěch obhájit. Ačkoliv na první příčku tabulky se dostala až ve čtrnáctém kole, sérií šestnácti ligových výher v řadě stanovila rekord samostatné české ligy a tři kola před koncem soutěže si zajistila svůj čtvrtý ligový triumf po výhře 2:0 nad Baníkem Ostrava, pro který výsledek znamenal sestup do druhé ligy.
Ročník 2016/17 vyhrála SK Slavia Praha, i když po podzimní části ztrácela 4 body na vedoucí Plzeň. Slavia se do vedení dostala až po 19. kole, kdy ji po dvou kolech opět předběhla Plzeň. Podruhé Slavia vedla až po 25. kole a náskok udržela. Titul oslavila na Strahovském stadionu, protože v Edenu byl koncert.
Sezónu 2017/18 ovládla po roční pauze opět Plzeň, když poprvé nevyhrála až v 15. kole proti FK Teplice a poprvé prohrála v 18. kole s Jihlavou. Po podzimu měla náskok 14 bodů a vypadalo to, že je o titulu rozhodnuto. Plzeň ale na jaře ztrácela a titul si zajistila až po 29. kole po výhře nad Teplicemi.
Sezóny 2018/19, 2019/20 a 2020/21 ovládla pražská Slavia.
V ročníku 2019/20 se kvůli pandemii covidu-19 nedohrála skupina o udržení, takže žádný tým nesestoupil, ale ze druhé ligy postoupily první dva týmy; v sezóně 2020/21 se tak soutěže výjimečně účastnilo osmnáct týmů a soutěž měla 34 kol bez nadstavbové části. Na jejím konci z nejvyšší soutěže sestoupily tři týmy, zatímco ze druhé ligy postoupil pouze jeden, takže se počet účastníků první ligy vrátil na standardních šestnáct.
Od sezóny 2022/23 se hrají všechna utkání s jednotným míčem dánské značky Select Sport.

## Kvalifikace do evropských pohárů

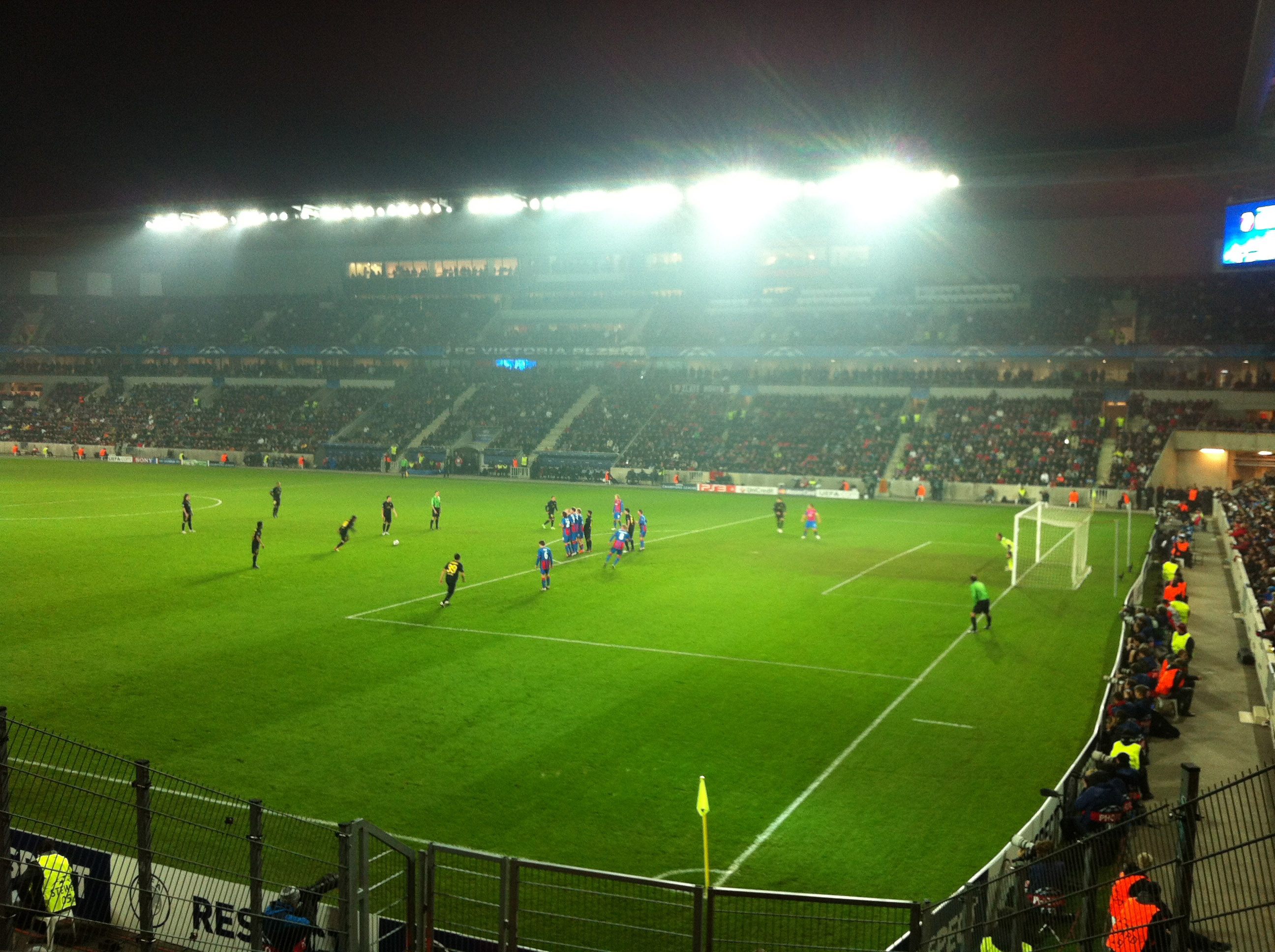
FC Viktoria Plzeň, při zápase proti FC Barcelona v rámci Ligy mistrů 2011/12

Klíčem k nasazování týmů do Evropských pohárů (dnes Liga mistrů UEFA a Evropská liga) je postavení země (fotbalové ligy) v žebříčku koeficientu UEFA. Body do koeficientu se přidělují takto: za výhru 2 body, za remízu 1 bod. Body v předkolech se půlí. Dále se udělují bonifikační body za dosažené mety. Například za postup do Ligy mistrů se udělují 4 body. Body takto získané všemi reprezentanty jedné ligy se sečtou a vydělí právě počtem reprezentujících týmů (z české ligy v sezónách 2022/23 a 2023/24 čtyři týmy). Pro nasazování slouží součet bodů z posledních pěti let nezahrnujících předešlou sezónu.
Nejlepším umístěním pro český fotbal bylo osmé místo pro nasazení do ročníku 2001/02. To zaručovalo českému mistru přímou účast v Lize mistrů a účast v Evropských pohárech pro celkem šest českých klubů. Postupem času se však postavení českého fotbalu, který po rozpadu Československa začínal na posledním místě žebříčku, poměrně rapidně propadalo.
Pro sezónu 2022/23 byly české kluby ze 17. místa nasazeny takto: Mistr nastoupil ve 2. předkole Ligy mistrů, kluby z druhého a třetího místa ve 2. předkole konferenční ligy. Vítěz poháru Slovácko nastoupil do 3. předkola Evropské ligy díky vyloučení ruských týmů z evropských soutěží, jinak by hrál 3. předkolo Konferenční ligy. Pro sezónu 2025/26 bude účast v evropských pohárech taková: Mistr má zajištěnou účast v ligové fázi Ligy mistrů, vícemistr ve 2. předkole nemistrovské kvalifikace Ligy mistrů, třetí tým se účastní 2. předkola Evropské ligy a čtvrtý tým (případně pátý, je-li vítěz poháru v první čtyřce) se účastní 2. předkola kvalifikace Konferenční ligy. Vítěz poháru se účastní 4. předkola Evropské ligy.

## Kluby a stadiony

### Kluby
V české 1. fotbalové lize nastoupilo od jejího založení v roce 1993 celkem 35 klubů. Z toho 3 kluby odehrály všech 32 sezón (po sezoně 2024/25): AC Sparta Praha, SK Slavia Praha a FC Slovan Liberec. Všechny tři kluby se spolu s Viktorií Plzeň a Baníkem Ostrava řadí mezi doposud pět českých mistrů. Naopak šest klubů nastoupilo pouze v jedné sezóně 1. české fotbalové ligy.
Následující tabulka shrnuje působení a umístění klubů v jednotlivých ročnících.
| Týmy                         | 94                            | 95                            | 96                            | 97                            | 98                            | 99                            | 00                            | 01                  | 02                  | 03                  | 04                  | 05                  | 06                  | 07                  | 08                 | 09                 | 10                 | 11                 | 12                 | 13                 | 14                 | 15                 | 16                 | 17                 | 18                 | 19                 | 20*                | 21                 | 22                 | 23                 | 24                 | 25                 |
| ---------------------------- | ----------------------------- | ----------------------------- | ----------------------------- | ----------------------------- | ----------------------------- | ----------------------------- | ----------------------------- | ------------------- | ------------------- | ------------------- | ------------------- | ------------------- | ------------------- | ------------------- | ------------------ | ------------------ | ------------------ | ------------------ | ------------------ | ------------------ | ------------------ | ------------------ | ------------------ | ------------------ | ------------------ | ------------------ | ------------------ | ------------------ | ------------------ | ------------------ | ------------------ | ------------------ |
| SK Slavia Praha              | 2                             | 2                             | 1                             | 2                             | 2                             | 3                             | 2                             | 2                   | 5                   | 2                   | 4                   | 2                   | 3                   | 2                   | 1                  | 1                  | 7                  | 9                  | 12                 | 7                  | 13                 | 11                 | 5                  | 1                  | 2                  | 1                  | 1                  | 1                  | 2                  | 2                  | 2                  | 1                  |
| FC Viktoria Plzeň            | 5                             | 9                             | 9                             | 11                            | 13                            | 15                            | –                             | 16                  | –                   | –                   | 16                  | –                   | 14                  | 6                   | 9                  | 8                  | 5                  | 1                  | 3                  | 1                  | 2                  | 1                  | 1                  | 2                  | 1                  | 2                  | 2                  | 5                  | 1                  | 3                  | 3                  | 2                  |
| FC Baník Ostrava             | 3                             | 11                            | 12                            | 10                            | 4                             | 5                             | 11                            | 14                  | 6                   | 5                   | 1                   | 7                   | 6                   | 7                   | 3                  | 9                  | 3                  | 14                 | 14                 | 14                 | 10                 | 13                 | 16                 | –                  | 13                 | 5                  | 6                  | 8                  | 5                  | 11                 | 4                  | 3                  |
| AC Sparta Praha              | 1                             | 1                             | 4                             | 1                             | 1                             | 1                             | 1                             | 1                   | 2                   | 1                   | 2                   | 1                   | 5                   | 1                   | 2                  | 2                  | 1                  | 2                  | 2                  | 2                  | 1                  | 2                  | 2                  | 3                  | 5                  | 3                  | 3                  | 2                  | 3                  | 1                  | 1                  | 4                  |
| FK Jablonec                  | –                             | 10                            | 3                             | 3                             | 6                             | 12                            | 14                            | 12                  | 9                   | 12                  | 10                  | 6                   | 8                   | 9                   | 12                 | 5                  | 2                  | 3                  | 8                  | 4                  | 11                 | 3                  | 7                  | 8                  | 3                  | 4                  | 4                  | 3                  | 13                 | 13                 | 11                 | 5                  |
| SK Sigma Olomouc             | 7                             | 8                             | 2                             | 8                             | 3                             | 4                             | 12                            | 3                   | 10                  | 11                  | 3                   | 4                   | 9                   | 14                  | 11                 | 4                  | 6                  | 4                  | 11                 | 5                  | 15                 | –                  | 15                 | –                  | 4                  | 9                  | 11                 | 9                  | 8                  | 6                  | 10                 | 6                  |
| FC Hradec Králové            | 13                            | 12                            | 14                            | 14                            | 11                            | 8                             | 16                            | –                   | 12                  | 16                  | –                   | –                   | –                   | –                   | –                  | –                  | –                  | 8                  | 13                 | 16                 | –                  | 15                 | –                  | 15                 | –                  | –                  | –                  | –                  | 6                  | 8                  | 7                  | 7                  |
| Bohemians Praha 1905         | 14                            | 15                            | –                             | 16                            | –                             | –                             | 7                             | 9                   | 4                   | 15                  | –                   | –                   | –                   | –                   | 15                 | –                  | 12                 | 6                  | 15                 | –                  | 14                 | 8                  | 9                  | 13                 | 7                  | 13                 | 8                  | 10                 | 14                 | 4                  | 13                 | 8                  |
| FC Slovan Liberec            | 9                             | 4                             | 7                             | 5                             | 5                             | 9                             | 8                             | 6                   | 1                   | 4                   | 6                   | 5                   | 1                   | 4                   | 6                  | 3                  | 9                  | 7                  | 1                  | 3                  | 4                  | 12                 | 3                  | 9                  | 6                  | 6                  | 5                  | 6                  | 9                  | 7                  | 9                  | 9                  |
| MFK Karviná                  | založen v roce 2003           | založen v roce 2003           | založen v roce 2003           | založen v roce 2003           | založen v roce 2003           | založen v roce 2003           | založen v roce 2003           | založen v roce 2003 | založen v roce 2003 | založen v roce 2003 | –                   | –                   | –                   | –                   | –                  | –                  | –                  | –                  | –                  | –                  | –                  | –                  | –                  | 10                 | 14                 | 15                 | 14                 | 12                 | 16                 | –                  | 14                 | 10                 |
| FK Teplice                   | –                             | –                             | –                             | 13                            | 7                             | 2                             | 5                             | 8                   | 7                   | 6                   | 9                   | 3                   | 4                   | 8                   | 5                  | 7                  | 4                  | 10                 | 5                  | 11                 | 5                  | 7                  | 12                 | 5                  | 8                  | 10                 | 12                 | 15                 | 15                 | 12                 | 8                  | 11                 |
| FK Mladá Boleslav            | –                             | –                             | –                             | –                             | –                             | –                             | –                             | –                   | –                   | –                   | –                   | 14                  | 2                   | 3                   | 7                  | 6                  | 8                  | 5                  | 4                  | 8                  | 3                  | 4                  | 4                  | 4                  | 9                  | 7                  | 7                  | 11                 | 7                  | 9                  | 5                  | 12                 |
| 1. FC Slovácko               | viz FC Sl. Slavia U. Hradiště | viz FC Sl. Slavia U. Hradiště | viz FC Sl. Slavia U. Hradiště | viz FC Sl. Slavia U. Hradiště | viz FC Sl. Slavia U. Hradiště | viz FC Sl. Slavia U. Hradiště | viz FC Sl. Slavia U. Hradiště | 11                  | 11                  | 8                   | 5                   | 13                  | 7                   | 16                  | –                  | –                  | 14                 | 12                 | 7                  | 9                  | 6                  | 9                  | 8                  | 12                 | 12                 | 11                 | 10                 | 4                  | 4                  | 5                  | 6                  | 13                 |
| FK Dukla Praha               | 16                            | –                             | –                             | –                             | –                             | –                             | –                             | –                   | –                   | –                   | –                   | –                   | –                   | –                   | –                  | –                  | –                  | –                  | 6                  | 6                  | 7                  | 6                  | 10                 | 7                  | 11                 | 16                 | –                  | –                  | –                  | –                  | –                  | 14                 |
| FK Pardubice                 | založen v roce 2008           | založen v roce 2008           | založen v roce 2008           | založen v roce 2008           | založen v roce 2008           | založen v roce 2008           | založen v roce 2008           | založen v roce 2008 | založen v roce 2008 | založen v roce 2008 | založen v roce 2008 | založen v roce 2008 | založen v roce 2008 | založen v roce 2008 | –                  | –                  | –                  | –                  | –                  | –                  | –                  | –                  | –                  | –                  | –                  | –                  | –                  | 7                  | 11                 | 14                 | 12                 | 15                 |
| FC Zlín                      | 11                            | 14                            | 15                            | –                             | –                             | –                             | –                             | –                   | –                   | 7                   | 7                   | 10                  | 11                  | 13                  | 8                  | 15                 | –                  | –                  | –                  | –                  | –                  | –                  | 13                 | 6                  | 10                 | 8                  | 13                 | 14                 | 12                 | 15                 | 16                 | –                  |
| Další účastníci              | 94                            | 95                            | 96                            | 97                            | 98                            | 99                            | 00                            | 01                  | 02                  | 03                  | 04                  | 05                  | 06                  | 07                  | 08                 | 09                 | 10                 | 11                 | 12                 | 13                 | 14                 | 15                 | 16                 | 17                 | 18                 | 19                 | 20                 | 21                 | 22                 | 23                 | 24                 | 25                 |
| SK Dynamo Č. Budějovice      | 6                             | 7                             | 11                            | 6                             | 15                            | –                             | 13                            | 15                  | –                   | 13                  | 8                   | 15                  | –                   | 10                  | 13                 | 10                 | 13                 | 11                 | 10                 | 15                 | –                  | 16                 | –                  | –                  | –                  | –                  | 9                  | 13                 | 10                 | 10                 | 15                 | 16                 |
| FC Zbrojovka Brno            | 12                            | 3                             | 8                             | 4                             | 10                            | 7                             | 4                             | 13                  | 8                   | 9                   | 14                  | 11                  | 12                  | 5                   | 4                  | 11                 | 11                 | 15                 | –                  | 13                 | 9                  | 14                 | 6                  | 11                 | 16                 | –                  | –                  | 16                 | –                  | 16                 | –                  | –                  |
| FK Příbram                   | –                             | –                             | –                             | –                             | 13                            | 13                            | 6                             | 4                   | 13                  | 10                  | 11                  | 9                   | 13                  | 15                  | –                  | 12                 | 10                 | 13                 | 9                  | 12                 | 12                 | 5                  | 14                 | 16                 | –                  | 14                 | 16                 | 17                 | –                  | –                  | –                  | –                  |
| SFC Opava                    | –                             | –                             | 6                             | 9                             | 12                            | 14                            | 15                            | –                   | 16                  | –                   | 12                  | 16                  | –                   | –                   | –                  | –                  | –                  | –                  | –                  | –                  | –                  | –                  | –                  | –                  | –                  | 12                 | 15                 | 18                 | –                  | –                  | –                  | –                  |
| FC Vysočina Jihlava          | –                             | –                             | –                             | –                             | –                             | –                             | –                             | –                   | –                   | –                   | –                   | –                   | 15                  | –                   | –                  | –                  | –                  | –                  | –                  | 10                 | 8                  | 10                 | 11                 | 14                 | 15                 | –                  | –                  | –                  | –                  | –                  | –                  | –                  |
| 1. SC Znojmo FK              | –                             | –                             | –                             | –                             | –                             | –                             | –                             | –                   | –                   | –                   | –                   | –                   | –                   | –                   | –                  | –                  | –                  | –                  | –                  | –                  | 16                 | –                  | –                  | –                  | –                  | –                  | –                  | –                  | –                  | –                  | –                  | –                  |
| FK Viktoria Žižkov           | 8                             | 5                             | 10                            | 12                            | 8                             | 10                            | 9                             | 5                   | 3                   | 3                   | 15                  | –                   | –                   | –                   | 10                 | 16                 | –                  | –                  | 16                 | –                  | –                  | –                  | –                  | –                  | –                  | –                  | –                  | –                  | –                  | –                  | –                  | –                  |
| FK Ústí nad Labem            | –                             | –                             | –                             | –                             | –                             | –                             | –                             | –                   | –                   | –                   | –                   | –                   | –                   | –                   | –                  | –                  | –                  | 16                 | –                  | –                  | –                  | –                  | –                  | –                  | –                  | –                  | –                  | –                  | –                  | –                  | –                  | –                  |
| SK Kladno                    | –                             | –                             | –                             | –                             | –                             | –                             | –                             | –                   | –                   | –                   | –                   | –                   | –                   | 11                  | 14                 | 14                 | 15                 | –                  | –                  | –                  | –                  | –                  | –                  | –                  | –                  | –                  | –                  | –                  | –                  | –                  | –                  | –                  |
| FK Bohemians Praha           | –                             | –                             | –                             | –                             | –                             | –                             | –                             | –                   | –                   | –                   | –                   | –                   | –                   | –                   | –                  | 13                 | 16                 | –                  | –                  | –                  | –                  | –                  | –                  | –                  | zanikl v roce 2017 | zanikl v roce 2017 | zanikl v roce 2017 | zanikl v roce 2017 | zanikl v roce 2017 | zanikl v roce 2017 | zanikl v roce 2017 | zanikl v roce 2017 |
| FK Baník Most                | –                             | –                             | –                             | –                             | –                             | –                             | –                             | –                   | –                   | –                   | –                   | –                   | 10                  | 12                  | 16                 | –                  | –                  | –                  | –                  | –                  | –                  | –                  | –                  | zanikl v roce 2016 | zanikl v roce 2016 | zanikl v roce 2016 | zanikl v roce 2016 | zanikl v roce 2016 | zanikl v roce 2016 | zanikl v roce 2016 | zanikl v roce 2016 | zanikl v roce 2016 |
| FK Chmel Blšany              | –                             | –                             | –                             | –                             | –                             | 6                             | 10                            | 10                  | 14                  | 14                  | 13                  | 12                  | 16                  | –                   | –                  | –                  | –                  | –                  | –                  | –                  | –                  | –                  | –                  | zanikl v roce 2016 | zanikl v roce 2016 | zanikl v roce 2016 | zanikl v roce 2016 | zanikl v roce 2016 | zanikl v roce 2016 | zanikl v roce 2016 | zanikl v roce 2016 | zanikl v roce 2016 |
| 1. FK Drnovice               | 10                            | 6                             | 5                             | 7                             | 9                             | 11                            | 3                             | 7                   | 15                  | –                   | –                   | 8                   | –                   | zanikl v roce 2006  | zanikl v roce 2006 | zanikl v roce 2006 | zanikl v roce 2006 | zanikl v roce 2006 | zanikl v roce 2006 | zanikl v roce 2006 | zanikl v roce 2006 | zanikl v roce 2006 | zanikl v roce 2006 | zanikl v roce 2006 | zanikl v roce 2006 | zanikl v roce 2006 | zanikl v roce 2006 | zanikl v roce 2006 | zanikl v roce 2006 | zanikl v roce 2006 | zanikl v roce 2006 | zanikl v roce 2006 |
| FC Karviná                   | –                             | –                             | –                             | 15                            | –                             | 16                            | –                             | –                   | –                   | –                   | zanikl v roce 2003  | zanikl v roce 2003  | zanikl v roce 2003  | zanikl v roce 2003  | zanikl v roce 2003 | zanikl v roce 2003 | zanikl v roce 2003 | zanikl v roce 2003 | zanikl v roce 2003 | zanikl v roce 2003 | zanikl v roce 2003 | zanikl v roce 2003 | zanikl v roce 2003 | zanikl v roce 2003 | zanikl v roce 2003 | zanikl v roce 2003 | zanikl v roce 2003 | zanikl v roce 2003 | zanikl v roce 2003 | zanikl v roce 2003 | zanikl v roce 2003 | zanikl v roce 2003 |
| AFK Atlantic Lázně Bohdaneč  | –                             | –                             | –                             | –                             | 16                            | –                             | –                             | zanikl v roce 2000  | zanikl v roce 2000  | zanikl v roce 2000  | zanikl v roce 2000  | zanikl v roce 2000  | zanikl v roce 2000  | zanikl v roce 2000  | zanikl v roce 2000 | zanikl v roce 2000 | zanikl v roce 2000 | zanikl v roce 2000 | zanikl v roce 2000 | zanikl v roce 2000 | zanikl v roce 2000 | zanikl v roce 2000 | zanikl v roce 2000 | zanikl v roce 2000 | zanikl v roce 2000 | zanikl v roce 2000 | zanikl v roce 2000 | zanikl v roce 2000 | zanikl v roce 2000 | zanikl v roce 2000 | zanikl v roce 2000 | zanikl v roce 2000 |
| FC Union Cheb                | 4                             | 13                            | 13                            | zanikl v roce 1996            | zanikl v roce 1996            | zanikl v roce 1996            | zanikl v roce 1996            | zanikl v roce 1996  | zanikl v roce 1996  | zanikl v roce 1996  | zanikl v roce 1996  | zanikl v roce 1996  | zanikl v roce 1996  | zanikl v roce 1996  | zanikl v roce 1996 | zanikl v roce 1996 | zanikl v roce 1996 | zanikl v roce 1996 | zanikl v roce 1996 | zanikl v roce 1996 | zanikl v roce 1996 | zanikl v roce 1996 | zanikl v roce 1996 | zanikl v roce 1996 | zanikl v roce 1996 | zanikl v roce 1996 | zanikl v roce 1996 | zanikl v roce 1996 | zanikl v roce 1996 | zanikl v roce 1996 | zanikl v roce 1996 | zanikl v roce 1996 |
| FC Slov. Slavia Uh. Hradiště | –                             | –                             | 16                            | –                             | –                             | –                             | –                             | viz 1. FC Slovácko  | viz 1. FC Slovácko  | viz 1. FC Slovácko  | viz 1. FC Slovácko  | viz 1. FC Slovácko  | viz 1. FC Slovácko  | viz 1. FC Slovácko  | viz 1. FC Slovácko | viz 1. FC Slovácko | viz 1. FC Slovácko | viz 1. FC Slovácko | viz 1. FC Slovácko | viz 1. FC Slovácko | viz 1. FC Slovácko | viz 1. FC Slovácko | viz 1. FC Slovácko | viz 1. FC Slovácko | viz 1. FC Slovácko | viz 1. FC Slovácko | viz 1. FC Slovácko | viz 1. FC Slovácko | viz 1. FC Slovácko | viz 1. FC Slovácko | viz 1. FC Slovácko | viz 1. FC Slovácko |
| SK Benešov                   | –                             | 16                            | –                             | –                             | –                             | –                             | –                             | –                   | –                   | –                   | –                   | –                   | –                   | –                   | –                  | –                  | –                  | –                  | –                  | –                  | –                  | –                  | –                  | –                  | –                  | –                  | –                  | –                  | –                  | –                  | –                  | –                  |
| MFK Vítkovice                | 15                            | –                             | –                             | –                             | –                             | –                             | –                             | –                   | –                   | –                   | –                   | –                   | –                   | –                   | –                  | –                  | –                  | –                  | –                  | –                  | –                  | –                  | –                  | –                  | –                  | –                  | –                  | –                  | –                  | –                  | –                  | –                  |

(*) Sezóna 2019–20 skončila bez vyhlášení konečného pořadí, a to z důvodu nestihnutí nejzazšího termínu dokončení soutěže 2. srpna 2020 (v důsledku pandemie covidu-19). V soutěži zůstala nedohraná skupina o sestup (v tabulce označeno kurzívou), kde nebyla odehrána poslední dvě kola. Ostatní části nadstavby byly odehrány, mistrovský titul získal tým SK Slavia Praha, řádně ukončen byl i boj o Evropské poháry. Ze soutěže nikdo nesestoupil, následující ročník se hrál s 18 týmy, přičemž se nehrála baráž a rovnou sestupovaly všechny tři poslední týmy, zatímco z druhé ligy postoupil jen vítěz.

### Stadiony
Požadavky na úroveň a vybavenost stadionů jsou dány dvěma dokumenty s charakterem pravidel. Tyto dokumenty nesou název Stadiony 2003 a Stadiony 2012. Proti těmto dokumentům lze podat žádost o výjimku.
Některá z pravidel určených stadionům 1. fotbalové ligy
- Všechny stadiony musí mít umělé osvětlení
- Všechny stadiony musí mít vyhřívaný trávník
- Všechny stadiony musí mít všechna divácká místa určená k sezení

| Jméno                                 | Obrázek        | Klub(y)              | Město              | Otevřen                             | Kapacita |        |
| ------------------------------------- | -------------- | -------------------- | ------------------ | ----------------------------------- | -------- | ------ |
| Fortuna Arena UEFA                    | Eden           | SK Slavia Praha      | Praha              | 2008 (původní 1953)                 | 19370    | [ 48 ] |
| epet ARENA UEFA                       | Letná          | AC Sparta Praha      | Praha              | 1994 (původní 1921)                 | 18349    | [ 49 ] |
| AGC Aréna Na Stínadlech               | Stínadla       | FK Teplice           | Teplice            | 1999 (původní 1973)                 | 18221    | [ 50 ] |
| Městský stadion v Ostravě-Vítkovicích | Ostrava        | FC Baník Ostrava     | Ostrava            | 2012 (původní 1938)                 | 15123    | [ 51 ] |
| Andrův stadion                        | Olomouc        | SK Sigma Olomouc     | Olomouc            | 1998 (dostavěn 2010) (původní 1940) | 12474    | [ 52 ] |
| Doosan Arena                          | pohled z výšky | FC Viktoria Plzeň    | Plzeň              | 2013 (dostavěn 2016) (původní 1955) | 11700    | [ 53 ] |
| Stadion U Nisy                        | u Nisy         | FC Slovan Liberec    | Liberec            | 2001 (původní 1934)                 | 9900     | [ 54 ] |
| Malšovická Aréna UEFA                 | Pod lízátky    | FC Hradec Králové    | Hradec Králové     | 2023                                | 9300     | [ 55 ] |
| MFS Miroslava Valenty                 | slovácko       | 1. FC Slovácko       | Uherské Hradiště   | 2003                                | 8000     | [ 56 ] |
| Ďolíček                               | bohemians      | Bohemians Praha 1905 | Praha              | 1932 (2013)                         | 6300     | [ 57 ] |
| Stadion Střelnice                     | jablonec       | FK Jablonec          | Jablonec nad Nisou | 1955 (2005)                         | 6108     | [ 58 ] |
| Stadion na Julisce                    | dukla          | FK Dukla Praha       | Praha              | 1960                                | 8150     | [ 59 ] |
| Stadion Letná                         |                | FC Zlín              | Zlín               | 1953 (2009)                         | 5898     |        |
| Městský stadion Mladá Boleslav        | MB             | FK Mladá Boleslav    | Mladá Boleslav     | 2005                                | 5000     | [ 60 ] |
| Městský stadion Karviná               | karviná        | MFK Karviná          | Karviná            | 2016                                | 4833     | [ 61 ] |
| CFIG Aréna                            |                | FK Pardubice         | Pardubice          | 2023 (původní 1931)                 | 4620     |        |

Kurzívou uvedena poslední významná rekonstrukce.

Prakticky všechny stadiony stojí na místech svých předchůdců - v případě rozsáhlé rekonstrukce, zahrnující demolici původního stadionu, je uveden rok zprovoznění v současné podobě.

Stadiony jsou seřazeny dle kapacity sedících diváků.

## Nejlepší střelci
| Ročník  | Střelec             | Klub                               | Branky |
| ------- | ------------------- | ---------------------------------- | ------ |
| 1993/94 | Horst Siegl         | AC Sparta Praha                    | 20     |
| 1994/95 | Radek Drulák        | FC Petra Drnovice                  | 15     |
| 1995/96 | Radek Drulák        | FC Petra Drnovice                  | 22     |
| 1996/97 | Horst Siegl         | AC Sparta Praha                    | 19     |
| 1997/98 | Horst Siegl         | AC Sparta Praha                    | 13     |
| 1998/99 | Horst Siegl         | AC Sparta Praha                    | 18     |
| 1999/00 | Vratislav Lokvenc   | AC Sparta Praha                    | 22     |
| 2000/01 | Vítězslav Tuma      | FK Drnovice                        | 15     |
| 2001/02 | Jiří Štajner        | FC Slovan Liberec                  | 15     |
| 2002/03 | Jiří Kowalík        | 1. FC Synot                        | 16     |
| 2003/04 | Marek Heinz         | Baník Ostrava                      | 19     |
| 2004/05 | Tomáš Jun           | AC Sparta Praha                    | 14     |
| 2005/06 | Milan Ivana         | 1. FC Slovácko                     | 11     |
| 2006/07 | Luboš Pecka         | FK Mladá Boleslav                  | 16     |
| 2007/08 | Václav Svěrkoš      | Baník Ostrava                      | 15     |
| 2008/09 | Andrej Kerić        | FC Slovan Liberec                  | 15     |
| 2009/10 | Michal Ordoš        | SK Sigma Olomouc                   | 12     |
| 2010/11 | David Lafata        | FK Baumit Jablonec                 | 19     |
| 2011/12 | David Lafata        | FK Baumit Jablonec                 | 25     |
| 2012/13 | David Lafata        | FK Baumit Jablonec AC Sparta Praha | 20     |
| 2013/14 | Josef Hušbauer      | AC Sparta Praha                    | 18     |
| 2014/15 | David Lafata        | AC Sparta Praha                    | 20     |
| 2015/16 | David Lafata        | AC Sparta Praha                    | 20     |
| 2016/17 | David Lafata        | AC Sparta Praha                    | 15     |
| 2016/17 | Milan Škoda         | SK Slavia Praha                    | 15     |
| 2017/18 | Michael Krmenčík    | FC Viktoria Plzeň                  | 16     |
| 2018/19 | Nikolaj Komličenko  | FK Mladá Boleslav                  | 28     |
| 2019/20 | Libor Kozák         | AC Sparta Praha                    | 14     |
| 2019/20 | Petar Musa          | FC Slovan Liberec SK Slavia Praha  | 14     |
| 2020/21 | Adam Hložek         | AC Sparta Praha                    | 15     |
| 2020/21 | Jan Kuchta          | SK Slavia Praha                    | 15     |
| 2021/22 | Jean-David Beauguel | FC Viktoria Plzeň                  | 19     |
| 2022/23 | Václav Jurečka      | SK Slavia Praha                    | 20     |
| 2023/24 | Václav Jurečka      | SK Slavia Praha                    | 19     |

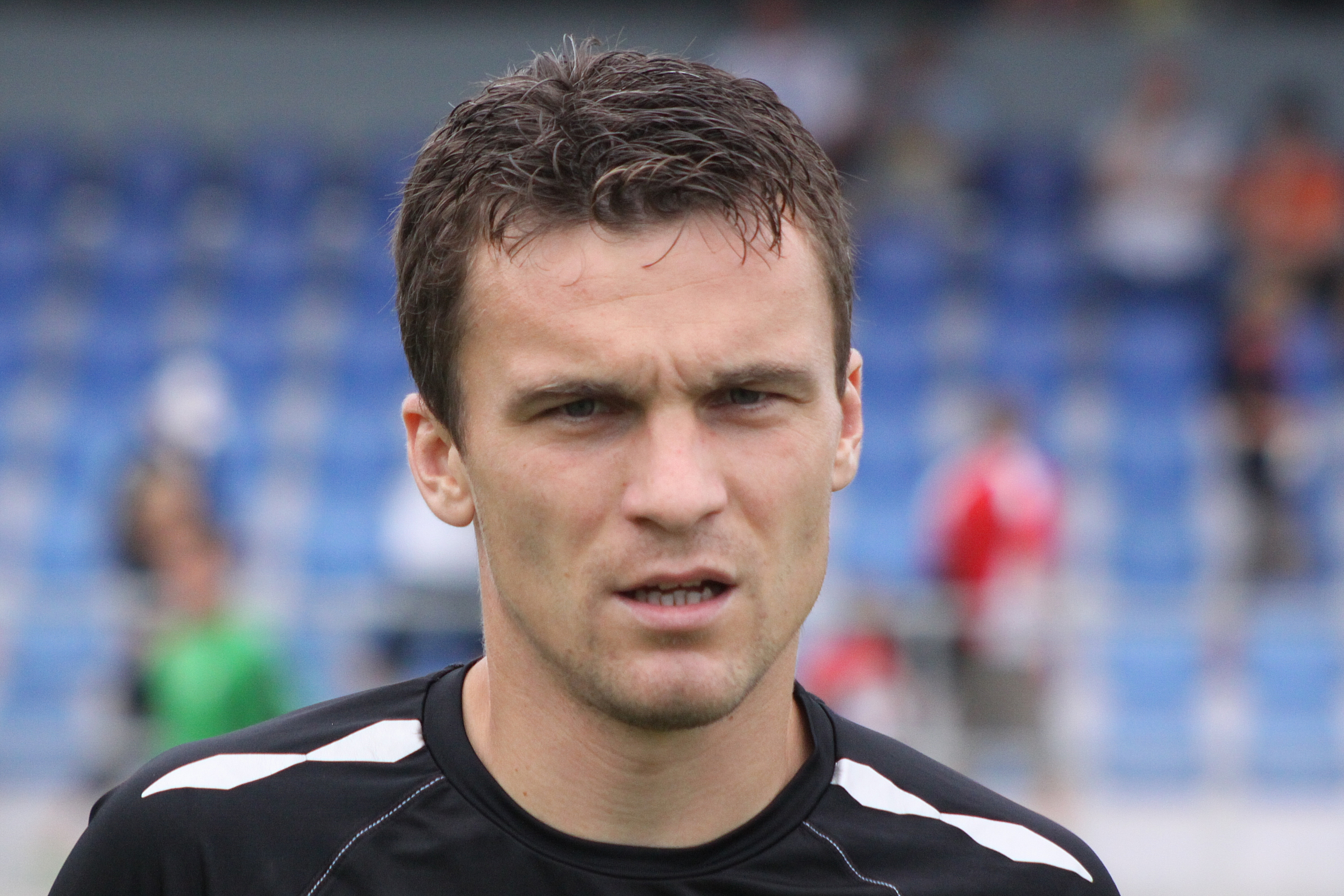
David Lafata, šestinásobný nejlepší střelec

Nejlepším střelcem se stává hráč, který v jednom ligovém ročníku nastřílí nejvíce branek. Od roku 1993 vyhlašuje a předává cenu pro nejlepší střelce fotbalové ligy Klub sportovních novinářů. Jako ocenění tohoto úspěchu dostává tento hráč křišťálovou trofej ve tvaru míče.
V historii československé ligy se střelcem ligy celkem jedenáctkrát stal výborný střelec Josef Bican, který ve čtyřech sezónách dokázal překonat hranici 40 branek a v sezóně Národní ligy 1943/44 vstřelil dokonce 57 branek v šestadvaceti zápasech, což je průměr více než dvou branek na zápas. Po druhé světové válce pak s Bicanovým odchodem ustaly i střelecké hody a na zisk „koruny krále střelců“ mnohdy stačilo i méně než dvacet gólů v sezóně. Tento trend přetrval až do vzniku samostatné české ligy. V počátečních sezónách samostatné české soutěže dominoval tabulkám střelců útočník Sparty Praha Horst Siegl, který střeleckou soutěž vyhrál celkem čtyřikrát, v prvním případě dokonce o 8 branek před druhým v pořadí René Wagnerem hrajícím za Zbrojovku Brno. Mezi jeho čtyři vítězství se vklínil ještě Radek Drulák z Drnovic se dvěma po sobě následujícími prvenstvími. Po Sieglovi se v ročníku 1999/00 stal nejlepším střelcem jeho kolega ze sparťanského útoku Vratislav Lokvenc a pak dlouho nikdo nedokázal překonat dvacetigólovou hranici. V mistrovském ročníku Baníku Ostrava 2003/04 se jí na dosah přiblížil ještě Marek Heinz, ale v dalších ročnících se počet gólů postačujících k zisku trofeje krále střelců stále snižoval. Dosud nejnižší skóre postačující k zisku ocenění má na kontě útočník 1. FC Slovácko Milan Ivana, kterému v ročníku 2005/06 stačilo pouhých 11 branek. Podobně chudý byl i ročník 2009/10, kdy ocenění získal Michal Ordoš ze Sigmy Olomouc s 12 zásahy.
V jarní části ročníku 2010/11 předvedli Tomáš Pekhart a David Lafata střelecké dostihy, které vrcholily v posledním kole. Oba hráči ještě na podzim působili ve stejném klubu FK Baumit Jablonec. Po odchodu Tomáše Pekharta do Sparty David Lafata zaznamenal tři třígólové zápasy v krátké době. Do posledního kola nastupovali oba střelci se stejným počtem 17 gólů na kontě, ale zatímco Pekhart se trefil pouze jednou, Lafata vstřelil dva góly a získal tak titul nejlepšího střelce. Zároveň se mu podařilo vyrovnat nejlepší výsledek za posledních jedenáct sezón.
V sezóně 2011/12 se o překonání letitého rekordu v této disciplíně postaral znovu David Lafata, který zejména díky podzimní části neměl mezi střelci konkurenci a i přes absenci v závěrečném kole získal prvenství s 25 góly. Další v pořadí Marek Bakoš vstřelil 16 gólů a Michal Breznaník se trefil 15krát. V ročníku 2012/13 zvítězil s dvaceti góly opět David Lafata; bylo to jeho třetí prvenství v řadě, přičemž góly střílel v podzimní části za Jablonec a v jarní již za pražskou Spartu, kam přestoupil. Teprve sezóna 2013/14 přinesla změnu, králem střelců se stal Lafatův spoluhráč ze Sparty Josef Hušbauer, který jako záložník nastřílel celkem 18 gólů. David Lafata skončil se 16 góly na druhé příčce.
Po sezóně 2016/2017 měla fotbalová liga poprvé dva nejlepší střelce, kdy oba vstřelili 15 gólů. Jedním z nich byl David Lafata ze Sparty, který obhájil svůj výsledek z předchozích dvou sezón, a druhým se stal Milan Škoda ze Slavie. Žádný jiný hráč tohoto klubu se nejlepším střelcem první fotbalové ligy po roce 1993 do té doby nestal.
Doposud nejlepší střelecký výkon od ročníku 1993/94 v jedné sezóně 1. české fotbalové ligy zaznamenal v ročníku 2018/19 Rus Nikolaj Komličenko, který zakončil sezónu s 28 góly.
V sezóně 2022/23 se stal s 20 góly nejlepším střelcem soutěže Václav Jurečka z SK Slavia Praha. Zajímavostí je, že 12 gólů nastřílel v nadstavbové části a o jediný gól překonal Jakuba Řezníčka ze sestupující Zbrojovky Brno. Ten se naopak v nadstavbové části netrefil ani jednou a navíc neproměnil dva pokutové kopy. Jurečka byl také prvním hráčem Slavie, který se o korunu pro nejlepšího střelce nemusel dělit.

## Finance
Finance v českém fotbale jsou postupem času zvětšující se problém. Ano, z reklamních a televizních práv přiteklo v uplynulých sezónách asi 250 milionů ročně, ale po rozdělení mezi kluby tato částka rozpočet klubů nenaplní. Součet rozpočtů prvoligových klubů za sezónu 2011/12 činil přibližně 1 385 milionů korun. Pro srovnání stejný údaj v Anglii za rok 2010 činil 2 479 milionů €. Největší rozpočet v sezóně 2011/12 měla AC Sparta Praha, přibližně 300 milionů Kč. Na druhém místě byly kluby FK Baumit Jablonec a FK Mladá Boleslav s přibližně 150 miliony. Nejmenší rozpočet činil 35 milionů, který měly kluby Žižkov, Dukla a Příbram. Chybějící trhliny v rozpočtech doplňují kluby prodejem hráčů, což snižuje hráčskou kvalitu v lize. Hráčské platy se pohybují ve velkém rozmezí od pár desítek tisíc po několik milionů korun. Například Bohemians Praha 1905 zveřejnili v roce 2009 platy hráčů, pohybující se od 25 do 50 tisíc korun bez bonusů. Naopak platy hráčů týmu AC Sparta Praha podle odhadů dosahují i přes 5 milionů korun. Například Erich Brabec při svém angažmá ve Spartě bral přibližně 8,5 mil. korun.

### Sponzoři, marketing a televizní práva
Dokud nejvyšší českou soutěž organizovala přímo Fotbalová asociace, spravovala marketingová a vysílací práva k lize marketingová společnost STES, kterou asociace k tomuto účelu založila. STES tedy tvořil prostředníka, přes kterého putovaly finanční výnosy z reklamy do ligy. Pro sezónu 1. fotbalové ligy 2011/12 pro ni garantoval STES přibližně 143 milionů korun z reklamních práv. Druhá liga dostala dvacet milionů. Největší příjem má STES právě z reklamy. Generálním partnerem ligy byly od samého založení roku 1993 do roku 2014 Plzeňské pivovary. Podle jednoho z jejich členů – Pivovaru Gambrinus, se také celá soutěž v letech 1997 až 2014 jmenovala. Plzeňské pivovary zaplatily agentuře STES v sezóně 2011/12 přibližně 70 milionů korun. Dalším významným sponzorem pro sezónu 2011/12 byla společnost Synot Tip, která kromě svého partnerství s Českým Superpohárem (který se jmenoval podle ní) podílela i na sponzorování Gambrinus ligy přibližně 10 miliony korun. Vítěz ligové soutěže dostal přibližně 15 milionů korun. Nejméně dostaly týmy na opačném pólu tabulky, a to méně než 6,5 milionu.
Od sezóny 2010/11 do roku 2014 koupila vysílací práva k první lize společnost KPS Media a.s., od té doby je vlastní společnost Pragosport.
Pro sezóny 2021/22, 2022/23 a 2023/24 získala vysílací práva výhradně digitální televize O2 TV.

### Korupční aféra z roku 2004

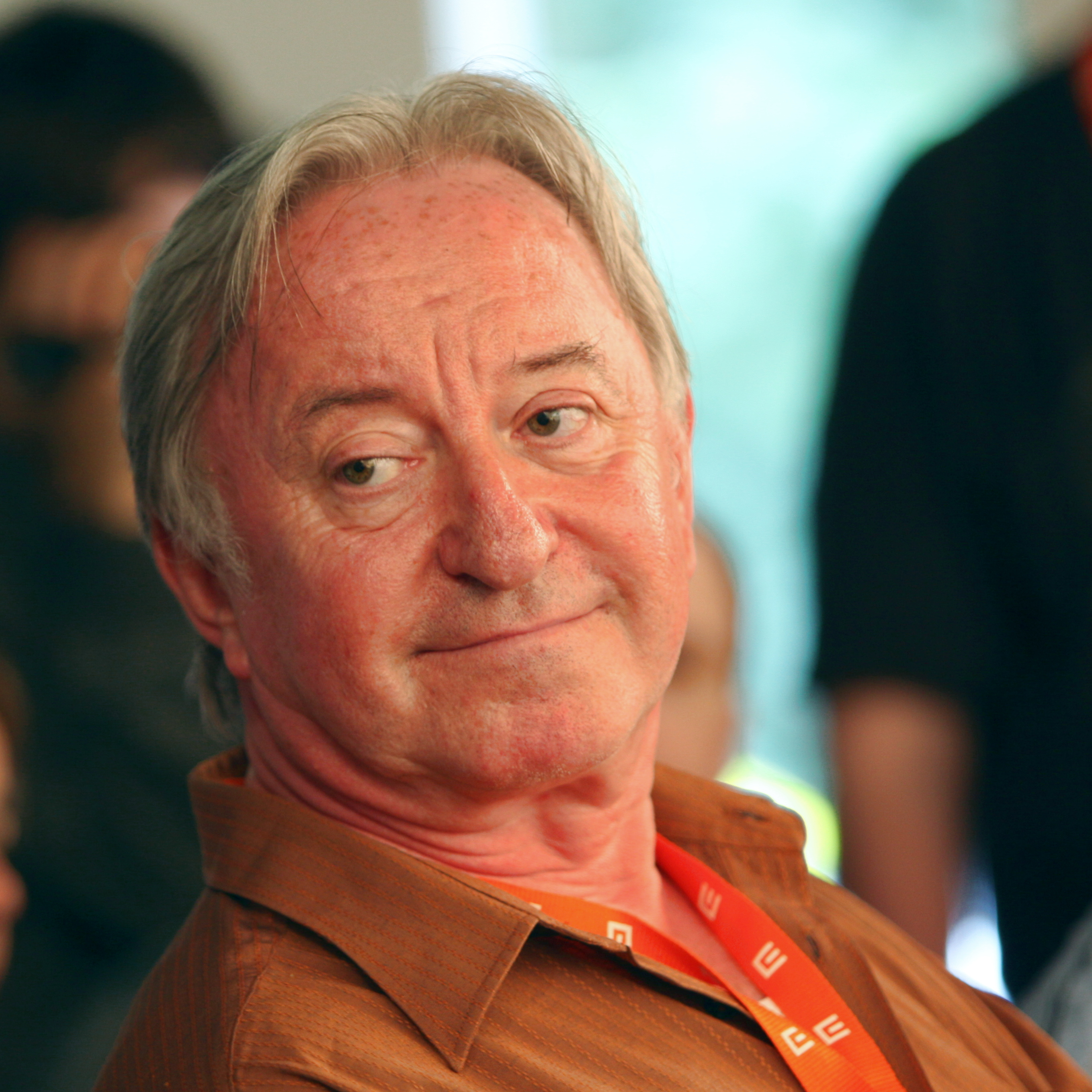
Jiří Lábus ztvárnil roli Milana Brabce

Asi nejstinnější stránkou v historii první ligy byla korupční aféra z roku 2004. Aféra vypukla 30. dubna 2004, kdy policie zatkla rozhodčího Stanislava Hrušku a Jaroslava Hastíka, předsedu klubu 1. FC Synot (nyní 1. FC Slovácko), který měl u sebe 175 tisíc korun. Oba dotčení obvinění popřeli.
Postupem času se do vyšetřovací sítě zapletli další rozhodčí a předsedové klubů. Policii se obvinění z korupce podařilo prokázat pomocí odposlechů u klubů 1. FC Synot, FK Viktoria Žižkov a FC Vítkovice. Prvním dvěma byl udělen trest ve výši 12 bodů, týmu FC Vítkovice pak trest devítibodový. Poslední dva jmenovaní v době udělení trestu již nepůsobili v 1. lize. Známým představitelem fotbalové korupční aféry se stal žižkovský funkcionář Ivan Horník. Pro označení vyplácených peněz používali rozhodčí a funkcionáři mj. výraz kapříci, proto se mezi fanoušky 1. lize někdy posměšně říká Kaprliga.
Následně bylo ještě prokázáno podplácení rozhodčích a delegátů týmům FC Slovan Liberec a SFC Opava, kterým bylo odečteno shodně 6 bodů.
O této aféře vznikla divadelní inscenace Ivánku, kamaráde, můžeš mluvit?, jejíž scénář ztvárnil Petr Čtvrtníček pomocí přepisů policejních odposlechů. Ten hrál ve hře Ivana Horníka. Druhým hercem (představujícím Milana Brabce, tehdejšího místopředsedu svazu) byl Jiří Lábus. Hra se odehrává formou dialogu.

### Korupční aféra SK Sigma Olomouc vs. FK Bohemians Praha 2010
Druhá korupční aféra není takového rozsahu ani významu jako aféra první. O to smutnější ale je, že přišla po velkých svazových i policejních opatření po aféře z roku 2004. Do korupce neměli být zapleteni rozhodčí ani delegáti. V posledním kole fotbalové ligy 2009/10 došlo před kláním klubů SK Sigma Olomouc a FK Bohemians Praha (Střížkov) k předání peněz mezi hráči klubů. Brankář Sigmy Petr Drobisz měl předat 300 tisíc korun hráčům Bohemians Praha Davidu Zoubkovi a Miroslavu Obermajerovi. Takto to uvedl u soudu předseda pražského klubu Karel Kapr. Olomoucká strana veškerá obvinění popírala. Pouze bývalý předseda Jiří Kubíček u soudu uvedl, že z účtů Sigmy zmizelo oněch 300 tisíc. Disciplinární komise rozhodla o konečném verdiktu 18. srpna 2011. Podle Disciplinární komise FAČR, se SK Sigma Olomouc provinila proti stanovám soutěže korupčním jednáním a uložil jí trest. Ten spočívá v pokutě 4 milionů korun a odečtu 9 bodů v probíhající sezóně (2011/12). Dále byl potrestán i hlavní podezřelý v kauze, gólman Petr Drobisz, který rok a půl nesmí hrát profesionální fotbal a někdejší předseda klubu Jiří Kubíček, trestem zákazu působení ve fotbale na dva roky.
Odvolací a revizní komise FAČR tresty překvapivě zrušila a vrátila případ znovu k projednání, aniž by někdo podal proti předchozímu nařízení odvolání. Disciplinární komise svazu však po opětovném projednání udělila všem potrestaným totožné tresty jako při předchozím projednávání. Případem se na podnět Policie zabývá i civilní soud. Rozsudek by mohl padnout již v říjnu.

### Kauza Bohemians

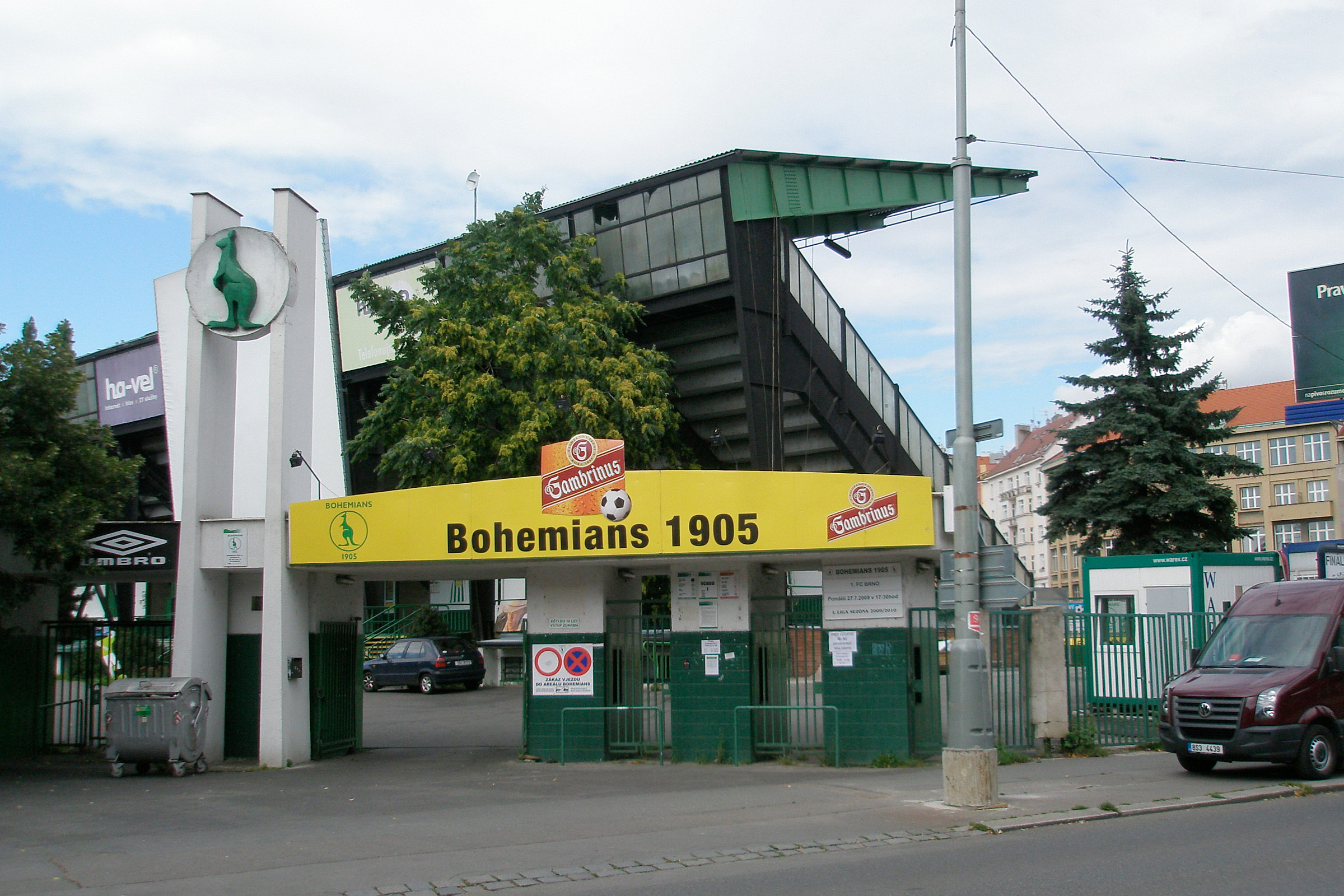
Stadion původního FC Bohemians

Tento spor začal v roce 2005 finančními problémy tehdy druholigového klubu FC Bohemians Praha, a.s., které vedly až k uvalení konkurzu na tuto společnost. Práva na jméno a logo přešly za souhlasu TJ Bohemians Praha na tehdy třetiligový FK Střížkov. Následně byl na základech původního klubu vystavěn nový klub Bohemians Praha 1905, v současnosti působící v 1. lize. Tento klub má sice za domácí hřiště Ďolíček a zároveň bojuje o morální právo na pokračování klubu, nicméně již se nehlásí k dluhům a odpovědnosti. Poté konkurzem prošel klub FC Bohemians Praha a.s., který tvrdí, že klub vlastně nikdy nezkrachoval. Tento klub však v roce 2012 skončil. FK Bohemians Praha skončil v roce 2016. Dnes tedy existuje pouze jeden ze tří klubů, které si v minulosti dělaly nárok na jméno a logo Bohemians.
O rozvíření tohoto problému se ještě postaral předseda FK Bohemians Praha Karel Kapr, který odmítl poslat své mužstvo do zápasu proti Bohemians Praha 1905 v sezóně 2009/10 na důkaz své nespokojenosti s dosavadním vývojem kauzy. Důsledkem toho byla kontumace 3–0 ve prospěch Bohemians Praha 1905 a kromě dalších trestů i nejvyšší pokuta v historii české kopané – 6 milionů korun pro FK Bohemians Praha. Tu odmítli představitelé zaplatit a byla jim odejmuta profesionální licence potřebná pro I. a II. ligu.

## Rekordy 1. české fotbalové ligy

### Hráčské
Zdroj: Kniha rekordů českého fotbalu.
| Nejvíce zápasů   | |            |              |
| Hráč             | Kluby | Období     | Počet zápasů |
| Milan Petržela   | 1. FC Slovácko, AC Sparta Praha, FC Viktoria Plzeň                                                                     | 2003–dosud | 510          |
| Jaroslav Šilhavý | RH Cheb, SK Slavia Praha, FC Petra Drnovice, FK Viktoria Žižkov                                                        | 1980–1999  | 464          |
| Martin Vaniak    | SK Sigma Olomouc, Petra Drnovice, FK Siad Most, SK Slavia Praha                                                        | 1991–2011  | 441          |
| Stanislav Vlček  | Bohemians Praha 1905, SK Dynamo České Budějovice, SK Sigma Olomouc, SK Slavia Praha                                    | 1993–2012  | 438          |
| Horst Siegl      | AC Sparta Praha, FK Marila Příbram, FC Viktoria Plzeň, FK Siad Most                                                    | 1987–2006  | 434          |
| Václav Procházka | FC Viktoria Plzeň, FK Mladá Boleslav, FC Baník Ostrava, FC Fastav Zlín                                                 | 2003–dosud | 433          |
| Rudolf Otepka    | FK Drnovice, 1. FK Příbram, FC Baník Ostrava, SK Sigma Olomouc, SK Dynamo České Budějovice                             | 1997–2012  | 432          |
| Pavel Horváth    | AC Sparta Praha, FK Baumit Jablonec, SK Slavia Praha, FK Teplice, FC Viktoria Plzeň                                    | 1993–2015  | 426          |
| David Lafata     | SK Dynamo České Budějovice, FK Baumit Jablonec, AC Sparta Praha                                                        | 1999–2018  | 418          |
| Oldřich Machala  | SK Sigma Olomouc | 1984–2001  | 414          |
| Martin Kotůlek   | SK Sigma Olomouc, 1. FC Brno, SFC Opava                                                                                | 1986–2005  | 412          |
| Jozef Weber      | AC Sparta Praha, RH Cheb, FK Drnovice, FK Baumit Jablonec                                                              | 1993–2007  | 409          |
| Libor Došek      | FC Zbrojovka Brno, FC Slovan Liberec, AC Sparta Praha, FK Teplice, 1. FC Slovácko                                      | 1998–2016  | 407          |
| Michal Bílek     | AC Sparta Praha, RH Cheb, FK Viktoria Žižkov, FK Teplice                                                               | 1982–2000  | 407          |
| Jiří Novotný     | AC Sparta Praha, FC Slovan Liberec, FK Siad Most                                                                       | 1987–2007  | 407          |
| David Limberský  | FC Viktoria Plzeň, AC Sparta Praha                                                                                     | 2003–2021  | 406          |
| Miroslav Holeňák | FK Drnovice, SK Slavia Praha, FC Slovan Liberec                                                                        | 1996–2011  | 404          |
| Jaromír Blažek   | SK Dynamo České Budějovice, SK Slavia Praha, Bohemians Praha 1905, 1. FK Příbram, AC Sparta Praha, FC Vysočina Jihlava | 1996–2015  | 401          |

- Stav k 25. 10. 2022, tučně uvedení stále aktivní fotbalisté.
- Uvedeni jsou fotbalisté s více než 400 starty.
- V tabulce jsou hráčům připočítány i starty z československé ligy.

1. Střelci
  - Nejlepší střelec celkově: Josef Bican – 446 gólů
  - Nejlepší střelec v jedné sezóně: Josef Bican, SK Slavia Praha – 57 gólů (1943/44)
  - Nejlepší střelec mezi obránci v jedné sezóně: Filip Novák, FK Baumit Jablonec – 11 gólů (2014/15)[97]
2. Tituly
  - Nejvíce titulů: Jiří Novotný, Sparta Praha – 14
  - Nejmladší držitel titulu: Jiří Novotný, Sparta Praha – 17 let 2 měsíce 10 dní (1986/87)
  - Nejstarší držitel titulu: Roman Pavlík, Viktoria Plzeň – 40 let 3 měsíce 13 dní (2015/16)
  - Nejvíce titulů (trenér): Jaroslav Vejvoda, Dukla Praha – 6
3. Starty
  - Nejvíce startů bez přerušení: Rostislav Václavíček, Zbrojovka Brno – 280 (1972–1981)
  - Nejmladší hráč: Dominik Mašek, Příbram – 15 let 10 měsíců 19 dní (28. 5. 2011)
  - Nejstarší hráč: Pavel Zavadil, Opava – 42 let 5 měsíců 4 dny (3. 10. 2020)[98]
  - Nejrychlejší gól: Mauro Lustrinelli, AC Sparta Praha – 11. sekunda domácího zápasu proti Jablonci (24. 4. 2006)[99]
4. Vyloučení
  - Nejvíce vyloučení: Jaroslav Šilhavý – 12
  - Nejrychlejší vyloučení: Jan Vorel, FK Dukla Praha – 22. sekunda zápasu proti domácí Viktorii Plzeň (19. 3. 2013)[100]
5. Brankáři
  - Nejvíce vychytaných nul (česká liga): Martin Vaniak – 136[101]
  - Nejvíce vychytaných nul v sezóně (česká liga): Ondřej Kolář – 22 (2019/20)
  - Nejdelší neprůstřelnost (česká liga): Petr Čech, AC Sparta Praha – 903 minut (2001/02)[102]
  - Nejmladší brankář: Stanislav Dostál, FC Tescoma Zlín – 17 let, 4 měsíce a 19 dní[103]

### Klubové
- Všechny prvoligové kluby, které hrály 1. fotbalovou ligu od roku 1993, a jejich statistiky najdete v článku Kluby 1. české fotbalové ligy.
- Všechny prvoligové kluby, které hrály 1. fotbalovou ligu od jejího založení v roce 1925, najdete v článku Historická tabulka nejvyšší české a československé fotbalové soutěže.

1. Nejvíce účastí:
  - AC Sparta Praha, SK Slavia Praha, FC Slovan Liberec – 29
2. Nejvíce titulů:
  - AC Sparta Praha – 12 titulů
3. Nejdelší období bez vstřeleného gólu:
  - FC Tescoma Zlín – 1004 minut (1995/96)
4. Nejvyšší výhry:
  - 1995/96: SK Slavia Praha vs. FC JOKO Slovácká Slavia Uherské Hradiště 9:1
  - 1997/98: FK Baumit Jablonec vs. SK Dynamo České Budějovice 8:0
  - 2018/19: FK Mladá Boleslav vs. FK Teplice 8:0[104]
5. Nejvyšší prohra na domácím hřišti:
  - 2018/19: FK Teplice vs. FK Mladá Boleslav 0:8 (3. 5. 2019)[104]
6. Nejvíce branek v jednom utkání:
  - 2023/24: FC Zlín vs. FK Mladá Boleslav 5:9[105]

### Divácké
- Uvedeny jsou všechny návštěvy nad 20 000 diváků od podzimu 1993

| Nejvyšší návštěvy |                               |                    |          |                                                    |
| Datum             | Zápas                         | Výsledek (poločas) | Návštěva | Poznámka                                           |
| 2. října 1996     | Boby Brno – Slavia Praha      | 1:1 (0:1)          | 44 120   | rekord ligy, nejvyšší návštěva 1996/97 a na Moravě |
| 1. září 1996      | Boby Brno – Drnovice          | 4:1 (2:1)          | 37 150   | -                                                  |
| 24. února 1995    | Boby Brno – Slavia Praha      | 1:2 (0:0)          | 34 770   | nejvyšší návštěva 1994/95                          |
| 27. října 1997    | Boby Brno – Sparta Praha      | 2:1 (1:1)          | 31 730   | nejvyšší návštěva 1997/98                          |
| 30. září 1994     | Boby Brno – Sparta Praha      | 3:1 (0:0)          | 28 695   | -                                                  |
| 12. srpna 1996    | Boby Brno – Sparta Praha      | 2:1 (0:0)          | 28 320   | -                                                  |
| 15. října 1995    | Boby Brno – Drnovice          | 2:2 (0:0)          | 26 872   | nejvyšší návštěva 1995/96                          |
| 2. března 1997    | Boby Brno – Slovan Liberec    | 1:1 (1:0)          | 26 200   | -                                                  |
| 1. června 1995    | Boby Brno – Viktoria Žižkov   | 2:0 (0:0)          | 26 122   | -                                                  |
| 11. června 1997   | Boby Brno – Karviná           | 5:1 (3:1)          | 24 811   | -                                                  |
| 23. října 1994    | Boby Brno – Drnovice          | 3:1 (2:0)          | 24 799   | -                                                  |
| 3. listopadu 1996 | Boby Brno – Viktoria Žižkov   | 1:1 (1:1)          | 24 750   | -                                                  |
| 18. dubna 1999    | Boby Brno – Sigma Olomouc     | 0:0                | 24 400   | nejvyšší návštěva 1998/99                          |
| 4. listopadu 1994 | Boby Brno – Sigma Olomouc     | 2:0 (1:0)          | 24 152   | -                                                  |
| 11. dubna 1999    | Boby Brno – Baník Ostrava     | 3:0 (1:0)          | 24 100   | -                                                  |
| 18. září 1999     | Boby Brno – Sparta Praha      | 1:1 (0:0)          | 23 800   | nejvyšší návštěva 1999/00                          |
| 25. srpna 1996    | Boby Brno – Sigma Olomouc     | 1:0 (0:0)          | 23 270   | -                                                  |
| 12. března 1995   | Boby Brno – Viktoria Plzeň    | 2:0 (1:0)          | 23 153   | -                                                  |
| 3. srpna 1997     | Boby Brno – Lázně Bohdaneč    | 3:0 (1:0)          | 23 123   | -                                                  |
| 10. října 1993    | Boby Brno – Slavia Praha      | 2:1 (1:1)          | 23 111   | nejvyšší návštěva 1993/94                          |
| 12. března 1995   | Hradec Králové – Slavia Praha | 0:0                | 22 672   | nejvyšší návštěva v Čechách                        |
| 17. srpna 1997    | Boby Brno – Slavia Praha      | 0:2 (0:1)          | 22 640   | -                                                  |
| 25. května 1997   | Boby Brno – Č. Budějovice     | 2:1 (2:0)          | 22 620   | -                                                  |
| 8. března 1999    | Boby Brno – Slavia Praha      | 1:0 (1:0)          | 22 400   | -                                                  |
| 1. března 1998    | Boby Brno – Slovan Liberec    | 0:0                | 22 300   | -                                                  |
| 17. května 2008   | Slavia Praha – Jablonec       | 2:2 (0:0)          | 20 698   | nejvyšší návštěva 2007/08 a v Praze                |
| 23. dubna 2007    | Sparta Praha – Slavia Praha   | 1:0 (0:0)          | 20 565   | nejvyšší návštěva 2006/07                          |
| 16. března 1998   | Boby Brno – Baník Ostrava     | 2:0 (1:0)          | 20 500   | -                                                  |
| 6. října 2008     | Sparta Praha – Slavia Praha   | 1:4 (1:2)          | 20 500   | nejvyšší návštěva 2008/09                          |
| 8. dubna 2006     | Sparta Praha – Slavia Praha   | 2:1 (1:0)          | 20 318   | nejvyšší návštěva 2005/06                          |
| 18. října 2007    | Sparta Praha – Slavia Praha   | 0:2 (0:1)          | 20 165   | -                                                  |
| 13. dubna 2009    | Slavia Praha – Sparta Praha   | 1:1 (0:1)          | 20 156   | -                                                  |
| 8. listopadu 2003 | Sparta Praha – Baník Ostrava  | 1:1 (0:1)          | 20 032   | nejvyšší návštěva 2003/04                          |

- Stav k 7. 6. 2015